# Bleed for the Devil
Bleed for the Devil prvi je demoalbum američkog death metal-sastava Morbid Angel, objavljen 25. svibnja 1986. godine.

## Popis pjesama
1. "Bleed for the Devil" - 3:21
2. "Chapel of Ghouls" - 5:25
3. "Abominations" - 4:36
4. "Morbid Angel" - 2:27
5. "Hellspawn" - 2:34

## Zasluge
Morbid Angel
- Mike Browning – bubnjevi, vokali
- John Ortega – bas-gitara
- Richard Brunelle – gitara
- Trey Azagthoth – gitara, klavijature